# Championnat de Finlande de football 1938
Navigation
Saison précédente Saison suivante
La saison 1938 du Championnat de Finlande de football était la 9e édition du championnat de première division en Finlande. Les huit meilleurs clubs du pays sont regroupés au sein d'un poule unique où chaque formation rencontre tous ses adversaires deux fois. L'avant-dernier dispute un barrage face au vice-champion de D2 tandis que le dernier du classement en fin de saison est relégués et remplacé par le meilleur club de deuxième division.
C'est le HJK Helsinki qui remporte la compétition. C'est le 9e titre de champion de Finlande de l'histoire du club. 

## Les 8 clubs participants
- HIFK
- VPS Vaasa - Promu de D2
- Sudet Viipuri
- TPS Turku
- HJK Helsinki
- HPS Helsinki
- HT Helsinki
- KPT Kuopio - Promu de D2

## Compétition

### Classement
Le barème de points servant à établir le classement se décompose ainsi :
- Victoire : 2 points
- Match nul : 1 point
- Défaite : 0 point

| Rang | Équipe        | Pts | J  | G | N | P  | Bp | Bc | Diff |
| ---- | ------------- | --- | -- | - | - | -- | -- | -- | ---- |
| 1    | HJK Helsinki  | 20  | 14 | 8 | 4 | 2  | 43 | 24 | +19  |
| 2    | TPS Turku     | 16  | 14 | 7 | 2 | 5  | 37 | 25 | +12  |
| 3    | VPS Vaasa P   | 16  | 14 | 7 | 2 | 5  | 30 | 22 | +8   |
| 4    | HT Helsinki   | 16  | 14 | 7 | 2 | 5  | 28 | 28 | 0    |
| 5    | HPS Helsinki  | 14  | 14 | 6 | 2 | 6  | 22 | 33 | -11  |
| 6    | HIFK T        | 11  | 14 | 4 | 3 | 7  | 27 | 31 | -4   |
| 7    | KPT Kuopio P  | 11  | 14 | 4 | 3 | 7  | 21 | 41 | -20  |
| 8    | Sudet Viipuri | 8   | 14 | 4 | 0 | 10 | 26 | 30 | -4   |

|  | Champion de Finlande 1938                        |
|  | Participation au barrage de promotion-relégation |
|  | Relégation en deuxième division                  |
|  | T : Tenant du titre P : Promu de D2              |

### Matchs

#### Barrage de promotion-relégation
| Équipe 1        | Résultat | Équipe 2          | Aller | Retour |
| --------------- | -------- | ----------------- | ----- | ------ |
| KPT Kuopio (D1) | 7 - 4    | KIF Helsinki (D2) | 4 - 2 | 3 - 2  |

## Bilan de la saison
| Championnat de Finlande de football 1938 |                         |
| Champion                                 | HJK Helsinki (9e titre) |
| Promotions et relégations                |                         |
| Promus en Mestaruussarja                 | Reipas Viipuri          |
| Relégués en Ykkönen                      | Sudet Viipuri           |